# Vaporware
Ne doit pas être confondu avec Vaporwave.
 (mai 2010).
Si vous disposez d'ouvrages ou d'articles de référence ou si vous connaissez des sites web de qualité traitant du thème abordé ici, merci de compléter l'article en donnant les références utiles à sa vérifiabilité et en les liant à la section « Notes et références ».
Un vaporware ou produit fantôme est un logiciel ou matériel informatique annoncé mais dont la date de sortie est repoussée à plusieurs reprises. Pour un logiciel, le terme fumiciel est aussi utilisé.
Il peut être rapproché d'une arlésienne.

## Étymologie
Ce mot est formé du mot anglais vapor, qui se réfère  à la vapeur, et de ware, terminaison de nombreux produits de l'industrie informatique, tels hardware ou software. Le mot fait référence à l'expression anglaise qui peut se traduire par « vendre de la fumée », quand un commercial vante à ses clients un produit qui n'existe pas encore ou qui va cesser d'être produit.
De la même façon, le mot-valise fumiciel est constitué des racines des mots « fumée » et « logiciel ».
Les termes « vaporware » et « produit fantôme » désignent aussi bien les logiciels que le matériel informatique (périphériques, téléphones intelligents, consoles de jeu, etc).

## Description
Un vaporware nait de l'annonce anticipée de dates de sortie très optimistes. Il répond au besoin de créer une notoriété avant la sortie, de présenter quelque chose lors des expositions de professionnels, et de communiquer régulièrement avec le public dans les journaux. Les suites réclamées par les fans peuvent devenir des vaporwares à cause de fausses rumeurs, même quand l'éditeur n'a communiqué aucune intention de les produire. Un logiciel peut également devenir un vaporware à cause d'un contretemps qui peut avoir plusieurs origines (problèmes techniques, conflits internes, faillite d'un studio, problèmes juridiques, développement plus long que prévu, etc.).
Le journal Le Virus informatique affirme que les entreprises qui communiquent sur ces logiciels le font délibérément à l'encontre d'un produit concurrent pour inciter les clients potentiels à attendre. Le magazine Wired édite une fois par an un classement des 10 vaporwares les plus attendus.

## Quelques exemples

### Vaporwaresannoncés
- Beyond Good and Evil 2 : Débuté en 2007, il est régulièrement annoncé que son développement est toujours en cours. En octobre 2016, Michel Ancel et Ubisoft remettent la franchise en avant en annonçant que le titre est en pré-production[4]. Il est finalement officiellement annoncé lors de l'E3 2017[5]. De nouvelles informations autour du titre sont divulguées en 2019. En juillet 2021, Ubisoft déclare que le jeu est toujours en développement[6].

### Vaporwaresfinalement sortis
- The Last Guardian, annoncé pendant la conférence Sony lors de l'E3 2009 mais officiellement en développement depuis février 2007. Développé par Team Ico pour la PlayStation 3, le titre accumule les retards depuis son annonce[7], les développeurs déclarant vouloir « proposer plus de challenge et une meilleure qualité de contenu aux joueurs ». Il s'avère que le jeu rencontre beaucoup de problèmes de développement mais il y en également en interne chez les développeurs puisque le directeur du projet, Fumito Ueda, quitte Sony en plein développement afin de se consacrer à des projets plus personnels en décembre 2011. Toutefois, il supervise toujours le projet en tant que freelance[7]. Le dirigeant de Sony Computer Entertainment Worldwide Studios, Shuhei Yoshida, est régulièrement questionné au sujet du jeu et continue de dire qu'il est toujours en développement malgré de nombreuses rumeurs parlant d'annulation. Lors de l'E3 2015, le jeu a été présenté avec la perspective d'une sortie probable en 2016[8] sur PlayStation 4. Après un dernier report[9] et The Last Guardian sort finalement le 6 décembre 2016[10].
- Crackdown 3 : le jeu est annoncé à l'occasion de l'E3 2014. Il est officiellement montré lors de la Gamescom 2015 où une présentation est faite montrant de grandes possibilités de destructions via cloud computing. Après l'événement, le jeu disparait des radars de l'actualité pour de nouveau faire parler de lui lors de l'E3 2016, où Microsoft annonce que le titre est reporté pour le courant de l'année 2017. Pendant l'année 2016, Clint Burdock, le directeur artistique du jeu, annonce que le titre devrait être disponible avant le lancement du Project Scorpio qui deviendra la Xbox One X. Lors de l'E3 2017, Microsoft profite de sa conférence pour dévoiler une nouvelle bande annonce du jeu où l'on peut notamment voir qu'il sera possible d'incarner un personnage portant les traits de l'acteur Terry Crews, et annonce une disponibilité pour le 7 novembre 2017, coïncidant avec le lancement de la Xbox One X[11]. Deux mois après cet événement, Microsoft annonce un nouveau report de Crackdown 3 : le jeu est désormais prévu pour le printemps 2018, ce nouveau délai permettant d'améliorer l'expérience, particulièrement concernant le moteur de destruction[12]. Durant le printemps 2018, différents revendeurs tels que Amazon annulent toutes les précommandes du jeu. Le site d'actualité Kotaku laisse entendre via ses sources que le jeu est désormais prévu pour 2019[13]. C'est à l'occasion de l'E3 2018 que le report est confirmé et Microsoft annonce que le jeu est prévu pour le 22 février 2019[14]. On apprend par la même occasion que David Jones, créateur de la série, et son studio Reagent Games, ne sont plus impliqués dans le développement du jeu. Les commandes sont laissées au studio Sumo Digital[15]. Le jeu est lancé en février 2019.
- Interstellar Marines (en): projet annoncé à l’origine avec le nom de code Project IM sur PC en 2005, ce titre doit marquer le début d’une trilogie mais connait un développement pour le moins compliqué entre 2005 et 2009. Des versions PlayStation 3 et Xbox 360 sont envisagées pendant un temps. Après être parti sur de nouvelles bases, le studio Zero Point Software sort en 2013 un accès anticipé au prologue de la trilogie sur Steam.
- Final Fantasy XV, annoncé à l'E3 2006 sous le nom de Final Fantasy Versus XIII comme étant exclusif à la PlayStation 3, n'a pas de date de sortie prédéterminée et ne fait ensuite que très rarement parler de lui. Tetsuya Nomura, qui est chargé de la conception du titre, déclare vouloir s'occuper d'autres priorités avant de se consacrer pleinement à ce jeu. Toutefois, Square-Enix annonce en septembre 2011 que le jeu est entré en « full production », terme qui signifie que le développement du jeu a véritablement commencé. Lors de l'E3 2013, Tetsuya Nomura se décide à révéler ce que sera concrètement « son » titre. Il est expliqué plus tard que le développement du jeu a pris des proportions qui ont forcé à basculer le développement du jeu sur consoles nouvelle génération, à savoir la PlayStation 4 et la Xbox One. Durant l'édition 2014 du Tokyo Game Show, il est annoncé que Tetsuya Nomura n'est plus impliqué dans le développement du jeu afin qu'il se consacre pleinement à Kingdom Hearts 3 : il est remplacé par Hajime Tabata, qui a notamment dirigé Final Fantasy Type-0. Lors de la Paris Games Week 2014, l'intéressé déclare que la date de sortie est déjà planifiée en interne chez Square-Enix mais qu'il reste encore beaucoup de travail sur le jeu[16]. La sortie est finalement arrêtée pour septembre 2016[17] mais Square-Enix la repousse au 29 novembre 2016. Hajime Tabata réalise à cette occasion une vidéo expliquant les raisons de ce report[18].
- Cyberpunk 2077 est annoncé en mai 2012 par CD Projekt Red, et un premier teaser est publié en 2013. Le studio partage peu d'informations sur son développement jusqu'en 2018, lorsqu'un nouveau trailer apparaît. Lors de l'E3 2019, il est révélé que Keanu Reeves incarne l'un des personnages du jeu. Le studio avance le 16 avril 2020 comme date de sortie. Après plusieurs reports, le jeu est finalement publié le 10 décembre 2020[19].
- Gran Turismo 5 est un des titres phares des consoles de Sony. Le jeu de Polyphony Digital est annoncé à l'E3 2006[20] et malgré la sortie de Gran Turismo 5 Prologue en 2008[21] (2007 pour le Japon[22]), il cumule les retards et les dépassements de budgets. Malgré une annonce de Sony lors de l'E3 2010, prévoyant une sortie pour le 2 novembre 2010[20], le titre est encore une fois repoussé. Le 12 novembre 2010, Sony annonce par un communiqué la sortie du jeu pour le 24 novembre 2010 en France[23].
- Duke Nukem Forever, en développement à partir de 1997, annoncé en 1998 puis annulé en mai 2009 après la pseudo-faillite de 3D Realms puis repris quelque temps après. Lors de la PAX 2010 à Seattle, il est annoncé que le jeu est toujours d'actualité et que son développement est confié à Gearbox. Sa sortie est confirmée pour le 3 mai 2011 aux États-Unis, et le 6 mai 2011 pour le reste du monde sur Windows, PlayStation 3 et Xbox 360. Après un dernier report, le jeu sort finalement le 10 juin 2011[24]. Il est connu pour être le Vaporware qui aura mis le plus de temps à sortir avec quatorze ans au total, et est un échec critique.
- Team Fortress 2, annoncé à peu près au même moment qu'Half-Life 2, est sorti en octobre 2007, soit environ sept ans après l'annonce du début de son développement. L'une des premières versions présentées au public gagne même un prix décerné par les acteurs du marché lors du salon Electronic Entertainment Expo. Néanmoins, le style graphique de la version définitive est totalement différent de ce que laissaient présager les captures d'écran de 2001, et le moteur graphique utilisé n'est pas celui du premier Half-Life mais le Source engine du second épisode[25].
- Wakfu, annoncé en 2006, a d'abord été prévu pour 2007 puis en 2008. Cependant, la bêta publique n'ayant pas été concluante, la sortie est d'abord repoussée pour courant 2010. Puis une bêta fermée a commencé. Une nouvelle annonce prévoit une sortie au cours du 1er trimestre 2011. Finalement, la bêta redevient publique et le jeu sort le 29 février 2012.

Autres exemples :
- Guild Wars 2 annoncé en 2007, sort en août 2012[26]
- Alan Wake annoncé à l'E3 en mai 2005, sort en mai 2010.
- Operation Flashpoint : Dragon Rising, annoncé en 2003, est sorti début octobre 2009.
- Prey, annoncé en 1998 est sorti le 13 juillet 2006 sur Windows et Xbox 360.
- Half-Life 2, annoncé en 1999, retardé maintes fois, est finalement sorti fin 2004 après bien des péripéties[25].
- Mother 3, troisième épisode de la série EarthBound de Nintendo, prévu à l'origine pour la SNES en 1994 est sorti sur Game Boy Advance douze ans plus tard.
- Daikatana, de Eidos Interactive, annoncé en 1997 sur Windows, est sorti en 2000.
- Morrowind, de Bethesda Softworks, annoncé dès 1997 est sorti pour Windows en 2002.
- Dungeon Keeper, longtemps annoncé, a failli être abandonné. Devant l'attente des joueurs, il est finalement sorti le 30 juillet 1997.
- S.T.A.L.K.E.R.: Shadow of Chernobyl, annoncé pour novembre 2001, est retardé plusieurs fois mais sort finalement en mars 2007.
- Age of Conan de Funcom, annoncé dès 2003 sur PC, sort le 23 mai 2008.
- Heart of Darkness, présenté lors du CES 1994 et de l'E3 1995, sort finalement en juillet 1998 sur Playstation et PC.
- Vroom, annoncé comme « quasi-fini » en 1988, est finalement sorti en 1991.
- Limbo of the Lost, développement initié début des années 1990 sur Atari ST et présenté à l'ECTS en 1995, est finalement sorti fin 2007 sur PC. Il est retiré de la vente en mars 2008, à la suite d'actions en justice pour plagiat sur Diablo 2, Oblivion, Dark Project: Deadly Shadows ou encore Painkiller[27].
- Splinter Cell: Conviction, annoncé pour le 16 novembre 2007[28], puis retardé maintes fois[29], sort finalement le 13 avril 2010[30].
- Falcon BMS 4.32, est finalement sorti le 4 septembre 2011 après plus de cinq ans de développement.
- Aliens: Colonial Marines, jeu annoncé en 2006[31], est finalement sorti le 12 février 2013.

### Vaporwaresofficiellement abandonnés
- Phantom : il s'agit d'une console de jeu développée par Infinium Labs, conçue comme l'une des premières consoles à proposer des titres dématérialisés. Annoncée en 2003 avec une disponibilité pour les fêtes de Noël elle est repoussée à l'année suivante puis à 2005 en raison du peu d'intérêt que montrent les éditeurs à cette époque. Le projet ne voit finalement jamais le jour et est officiellement abandonné en 2007[32].
- Action Gamemaster, une console portable créée par Active Enterprises, destinée à être compatible avec les cartouches de NES, SNES, et Genesis via des adaptateurs vendus individuellement ainsi que des jeux exclusifs à l'Action Gamemaster. Un de ces jeux, Cheetahmen III, a été annoncé au salon CES, mais ni lui ni l'Action Gamemaster n'ont été réellement exposés. Les autres caractéristiques annoncées alors sont un écran LCD couleur de 3,2 pouces, un tuner TV, un chargeur de batterie intégré et un adaptateur allume-cigare pour les voitures. Malgré l'annonce du CES, il semble que peu ou pas de travail ait été réellement effectué sur l'Action Gamemaster au moment où Active a cessé ses opérations de jeux vidéo en 1994. On pense généralement que le système, s'il avait été réalisé, se serait révélé beaucoup trop volumineux et cher pour être pratique, en particulier avec tous les adaptateurs ajoutés pour jouer à d'autres jeux (un prix de détail projeté d'environ 500 USD était suggéré à l'époque)[réf. nécessaire].
- Outcast 2 : The Lost Paradise, développé par Appeal Sofware, annoncé en 1999 par Infogrames avec une sortie prévue dans un premier temps sur PlayStation 2 et ensuite pour Windows pour le courant de l'année 2002. Lors de l'E3 2001, les développeurs estiment que le projet n'est pas suffisamment abouti pour être montré au public. Durant l'année 2002, les développeurs annoncent que le développement du jeu est suspendu pour une durée indéterminée, en précisant toutefois que le projet n'est pas annulé mais il finit par l'être quelques mois plus tard lorsque le studio Appeal Software fait faillite[33].
- Duke Nukem: D-Day annoncé en 1999 comme un projet commun entre Rockstar Games et n-Space. Le projet finit par être annulé en 2003 après quatre années de développement en raison de grandes difficultés de développement sur la PlayStation 2.
- Loose Cannon, annoncé en 2000 et prévu à l'origine pour le 15 janvier 2001 aux États-Unis sur PC, puis repoussé une fois de plus sur Xbox et PlayStation 2 courant 2002 (licence rachetée par Ubisoft).
- Microsoft Train Simulator 2, attendu depuis son annonce en 2003. Il a d'abord été annulé en 2004, puis repris et annoncé de nouveau en 2007. Il est une nouvelle fois annulé en 2009 à la suite de la fermeture par Microsoft du Studio ACES.
- Sadness, développé pour la Wii par le studio polonais Nibris, fait l'objet d'une annonce agrémentée d'images et de vidéos lors de l'E3 2006. Très peu d'informations filtrent sur ce projet que beaucoup trouvent prometteur (au mieux quelques captures d'écran publiées au compte-goutte sur Internet) jusqu'en avril 2010, lorsque le studio annonce la fermeture de ses portes, mettant donc un terme au développement du jeu.
- Stargate Worlds, annoncé en 2006 sans date de sortie, puis une disponibilité annoncée d'abord pour 2007, puis 2008, est finalement annulé fin 2010 après que la MGM n'a pas renouvelé les droits de développement au studio[34].
- Starcraft: Ghost, annoncé dès 2002, est régulièrement décrit comme presque terminé mais ensuite le développement reprend de zéro pour rajeunir le moteur ou encore ajouter un mode multijoueur. Son développement est finalement abandonné.
- Agent : jeu développé par Rockstar North et annoncé comme étant exclusif à la PlayStation 3. Le titre est annoncé pendant la conférence Sony lors de l'E3 2009 et n'a plus jamais fait parler de lui depuis cet événement — le site officiel n'est plus maintenu. Bien que la maison mère de Rockstar Games, Take Two Interactive, refuse de communiquer des informations concernant le jeu, l'éditeur continue de maintenir le nom de domaine. L'abandon du projet est annoncé en 2018.